# Трансмутация на видовете
Трансмутация на видовете е термин, използван от Жан-Батист Ламарк през 1809 г. в теорията му, описваща превръщането на един вид в друг. Бил е широко използван в изразявяне на еволюционните идеи през 19 век, преди публикуването на Произход на видовете (1859) на Чарлз Дарвин.